# Alfred Daney
Pour les articles homonymes, voir Daney.
Alfred Daney, né le 9 octobre 1832 à Marmande (Lot-et-Garonne) et mort le 8 octobre 1911 à Bordeaux (Gironde), est un homme politique français.

## Biographie
Alfred Daney est le fils d'Étienne Edmond, secrétaire à la mairie de Marmande et de Margueritte Pellessié. Il exerce la profession de négociant dans le quartier de la Rousselle à Bordeaux. L'importation de fromage de Hollande et son goût de la bonne chère lui valurent le sobriquet de « Croûte rouge de la Rousselle ».

## Action politique

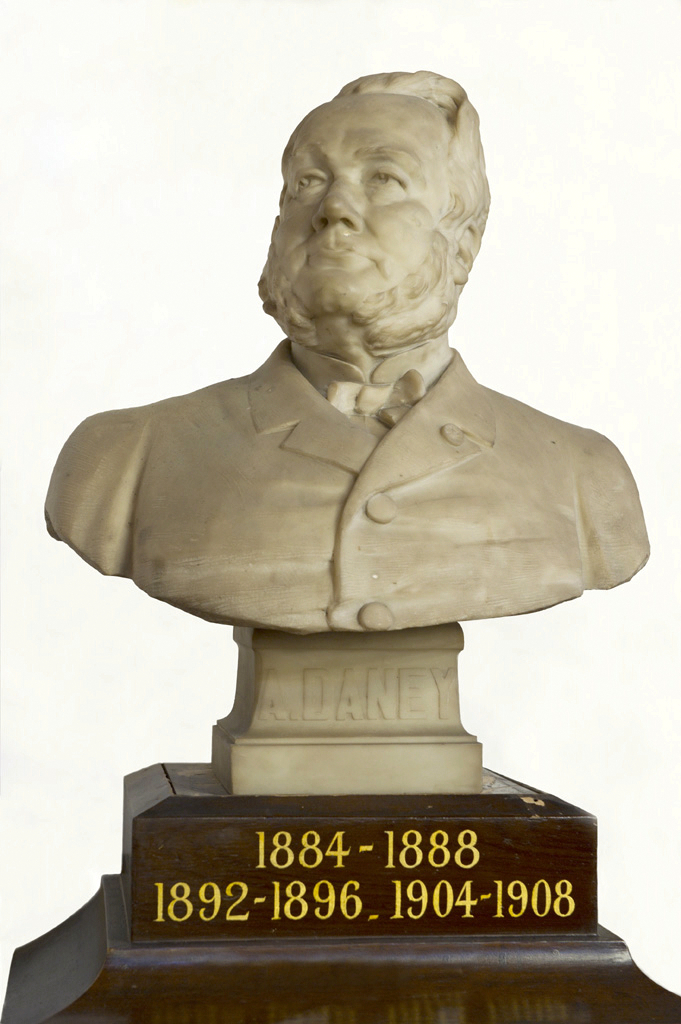
Buste d'Alfred Daney par Pierre Granet (1902) ; salle du Conseil municipal de Bordeaux au palais Rohan

Il est maire de Bordeaux à trois reprises, de 1884 à 1888, de 1892 à 1896 et de 1904 à 1908. Il est le premier maire issu de la moyenne bourgeoisie, républicain et anticlérical.
Il procéda à la réorganisation des services municipaux de nettoyage, le dégagement des abords de l'hôtel de ville de Bordeaux et de la cathédrale Saint-André. Il réalisa la construction de la faculté des lettres et des sciences (1880-1885) qui abrite aujourd'hui le musée d'Aquitaine et la faculté de médecine et de pharmacie (1876-1888 et 1902-1922) place de la Victoire.
Le 7 juillet 1887, il signe un arrêté concernant la police des cafés, cabarets et autres débits de boissons.
Il fait ériger en 1889 au Parc bordelais qu'il fit aménager, un buste représentant Camille Godard.
En 1890, il fonde la Société des amis de l'Université.
En 1895, il demande à Camille Jullian d'écrire l'histoire de Bordeaux depuis l'Antiquité.
En 1903, il fait ouvrir le cour Pasteur de l'angle du cours Victor Hugo à la place de la Victoire.
En 1907, il apporte son appui à la Société Archéologique de Bordeaux dans son projet de créer un musée destiné à présenter les collections de cette institution. Le 27 décembre de cette même année, le Musée du Vieux Bordeaux est inauguré et établi dans la porte Cailhau.

## Hommages
Il y a un boulevard, un stade sur ce même boulevard et une école maternelle dans le quartier des Bassins-à-flots qui portent son nom.